# Mémoire de singes
Albums de Lofofora
Les choses qui nous dérangent
(2005) Lofofora
(2008)
Mémoire de singes est le sixième album studio de groupe  Lofofora, sorti le 8 octobre 2007. Après une résidence au Moulin de Brainans à l'été 2005 et quelques mois à composer aux studios Mains d'œuvres à Saint-Ouen, il est enregistré en juin 2006 au studio des Milans par Laurent Etxemendi. Il comporte un morceau en collaboration avec King Ju de Stupeflip, Torture coécrit avec Reuno Wangermez, qui réalise également la pochette de l'album.

## Titres
| 1.    | Mémoire de singes                       | 3:44 |
| 2.    | Nous autres                             | 2:39 |
| 3.    | Dernier Jugement                        | 4:30 |
| 4.    | Tous les mêmes                          | 4:00 |
| 5.    | Tricolore                               | 4:06 |
| 6.    | Comme des bêtes                         | 3:57 |
| 7.    | La Belle Vie                            | 3:07 |
| 8.    | Torture (duo avec King Ju de Stupeflip) | 3:51 |
| 9.    | Nobody's Perfect                        | 4:52 |
| 10.   | Employé du mois                         | 1:49 |
| 11.   | Nuit blanche                            | 4:47 |
| 12.   | 5h43                                    | 5:41 |
| 13.   | Trop                                    | 3:29 |
| 50:40 |                                         |      |